# 二本松義孝
二本松 義孝（にほんまつ よしたか）は、安土桃山時代から江戸時代の武将。水野家家老二本松家初代当主。

## 生涯
天正6年（1578年）、二本松氏第11代当主・二本松義継の二男として生まれる。幼名は梅王丸。
天正13年（1585年）に父・義継が伊達政宗に討たれ、翌天正14年（1586年）に二本松城が開城すると兄・国王丸（義綱）と共に会津の蘆名氏の下へ逃れた。しかしその蘆名氏も天正17年（1589年）の摺上原の戦いで蘆名義広が政宗に敗れて滅亡し、梅王丸は兄と共に義広の実家である常陸への逃避行に従った。ところが義綱は義広と諍いを起こして暗殺されてしまい、梅王丸は江戸崎から会津へと逃れ、同地で元服。はじめ国次と名乗り、のちに義孝と称した。二本松氏は、正式には一貫して畠山を名字として来たが、義孝は初めて二本松を名字としている。
上杉景勝が会津に入封すると客分として召抱えられ慶長出羽合戦に参加。上杉家が会津を没収された後も、義孝は会津に留まって蒲生秀行・加藤嘉明ら歴代の会津藩主の客分となっていた。寛永20年（1643年）3月の会津騒動で加藤氏が改易された際に、隠棲して故郷で余生を送ることにしたが、慶安元年（1648年）、岡崎藩主・水野忠善に招聘される。義孝は老齢を理由に自身の仕官は辞退し、代わりに息子2人を出仕させた。忠善は嫡男・義張を700石、二男・義正を300石で召抱え、義孝には養老の資として200人扶持を給与した。